# 奇迹圣母勋章教堂
奇迹圣母勋章教堂（西班牙语称为Iglesia de la Medalla de la Virgen Milagrosa或简称Iglesia de la Medalla Milagrosa）是位于墨西哥墨西哥城纳尔瓦特殖民区的一座教堂。该教堂由西班牙裔墨西哥建筑师费利克斯·坎德拉设计，1953年至1955年间建成。
委托该项目的修士们倾向于建造一座哥特式建筑，据报道，他们直到施工开始后才意识到设计的现代风格。